# Oliver Haidn
Oliver Haidn (* 1971 in Grafenau in Niederbayern) ist deutscher Bundestrainer der Bogenschützen und Lehrer.

## Tätigkeit als Bundestrainer
Seit 2011 ist Haidn Bundestrainer der Bogenschützen.
Bei den Olympischen Spielen 2021 gewann das von ihm trainierte Frauenteam mit Michelle Kroppen, Charline Schwarz und Lisa Unruh am 25. Juli 2021 die Bronzemedaille und damit die erste Team-Medaille nach 21 Jahren im Bogensport.
Schon bei der Europameisterschaft in Antalya erreichte das gleiche Team unter der Betreuung Haidns im Juni 2021 den Vizeeuropameistertitel.

## Tätigkeit als Lehrer
Neben seinem Amt als Bundestrainer der Bogenschützen ist Haidn am Robert-Koch-Gymnasium in Deggendorf Lehrer für Mathematik, Sport und Informatik.

## Privates
Haidn ist verheiratet und hat zwei Kinder.

## Schriften
- Oliver Haidn, Jürgen Weineck, Veronika Haidn-Tschalova: Bogenschießen – Trainings- und bewegungswissenschaftliche Grundlagen. Spitta Verlag, 2010, ISBN 978-3-938509-74-6.
- Oliver Haidn, Jürgen Weineck: Bogenschiessen: Trainingswissenschaftliche Grundlagen. Spitta Verlag, 2001, ISBN 978-3-934211-08-7